# John Kanzius
John Kanzius (Washington, 1º marzo 1944 – Fort Myers, 18 febbraio 2009) è stato un ingegnere statunitense.
Impegnato nella costruzione di un apparecchio per la radioterapia (anti cancro), involontariamente e casualmente scopre la possibilità di "incendiare" l'acqua salata con la radiofrequenza, innescando una reazione simile alla combustione. È bene sottolineare che il fenomeno era già ampiamente documentato, e che la reazione non può essere utilizzata per produrre energia. 

## Fraintendimenti
Al momento tutte le analisi hanno dimostrato che il processo ha un rendimento nettamente inferiore a 1, cioè l'operazione consuma più energia di quanta non ne produca.
Ciò è dovuto al principio di conservazione dell'energia, che rende fisicamente impossibile al procedimento produrre più energia di quanta non ne serva per innescarlo (a meno che non siano coinvolte reazioni nucleari, ma non sembra essere questo il caso).
Ad ogni modo la scoperta ha avuto molta risonanza su internet, a causa dell'errata trasposizione della notizia.
Da alcuni servizi (principalmente blog) si deduceva in prima analisi che il fenomeno permettesse di sfruttare l'acqua come fonte di energia, ma come detto non è così.